# Sthenias madurae
Sthenias madurae är en skalbaggsart som beskrevs av Boppe 1914. Sthenias madurae ingår i släktet Sthenias och familjen långhorningar. Inga underarter finns listade i Catalogue of Life.